# Groene lijn (metro van Chicago)

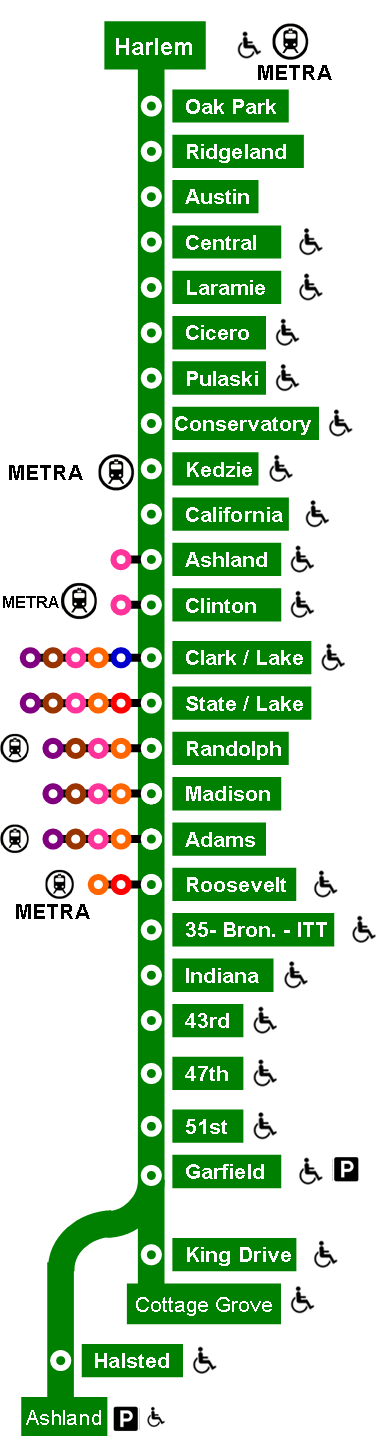
Groene lijn

De Groene lijn is een volledig bovengrondse lijn van de metro van Chicago.
De in totaal 33,5 kilometer (20,8 mijl) lange lijn heeft 29 stations tussen de plaats Oak Park (station Harlem/Lake) ten westen van Chicago, de Loop in het centrum en de zuidelijke buitenwijken Englewood (station Ashland/63) en Woodlawn (station Cottage Grove).
Vanuit Oak Park tot aan de Loop loopt de lijn boven Lake Street, een belangrijke oost-west hoofdweg. Hierna buigt de lijn af richting het zuiden waar hij na station Garfield in twee lijnen vertakt tot aan de eindpunten.
In 2012 werd de lijn uitgebreid met station Morgan, het dertigste station.